# Lijst van bruggen over de Drentsche Hoofdvaart
Over de Drentsche Hoofdvaart liggen van, noord naar zuid, de volgende bruggen.
Dienstbruggen bij de sluizen zijn in dit overzicht niet opgenomen.

| Km.: | Naam:                                       | Soort:                                                           | Traject:                                   | Afbeelding: |
| ---- | ------------------------------------------- | ---------------------------------------------------------------- | ------------------------------------------ | ----------- |
| 0,4  | Brug Kloosterveen                           | verkeersbrug (liggerbrug)                                        | Utrecht - Groningen                        |             |
| 1,7  | Kloosterbrug                                | verkeersbrug (basculebrug)                                       | Assen (Professor Prakkeweg/ Kloosterweg)   |             |
| 2,7  | Norgerbrug                                  | verkeersbrug (basculebrug)                                       | Roden - Assen                              |             |
| 3,6  | Van Liersbrug                               | verkeersbrug (ophaalbrug)                                        | Bovensmilde (Van Lierswijk)                |             |
| 4,7  | Meestersbrug (19e eeuw: Mr. Sikkensbrug)    | verkeersbrug (ophaalbrug)                                        | Bovensmilde (Meesterswijk)                 |             |
| 5,9  | Grietmansbrug                               | verkeersbrug (ophaalbrug)                                        | Bovensmilde (Grietmanswijk)                |             |
| 7,0  | Jonkersbrug                                 | verkeersbrug (ophaalbrug)                                        | Smilde (Jonkerswijk)                       |             |
| 8,2  | Polakkenbrug (19e eeuw: Evert Hendriksbrug) | verkeersbrug (ophaalbrug)                                        | Smilde (Evert Hendriksweg)                 |             |
| 8,7  | Koopbakkersdraai                            | fiets- en voetgangersbrug (draaibrug)                            | Smilde                                     |             |
| 9,4  | Veenhoopsbrug                               | verkeersbrug (ophaalbrug)                                        | Assen - Meppel (Veenhoopsweg)              |             |
| 10,4 | Tentingerdraai                              | fiets- en voetgangersbrug (draaibrug)                            | Smilde                                     |             |
| 11,5 | Leembrug                                    | verkeersbrug (ophaalbrug)                                        | Smilde (Leemdijk)                          |             |
| 12,9 | Spiersbrug                                  | verkeersbrug (ophaalbrug)                                        | Smilde                                     |             |
| 13,7 | Brug Veldhuizen                             | verkeersbrug (liggerbrug)                                        | Drachten - Emmen (Twee Provinciënweg)      |             |
| 14,4 | Pieter Hummelenbrug                         | verkeersbrug (ophaalbrug)                                        | Hoogersmilde                               |             |
| 15,7 | Hendrik Oostdraai                           | fiets- en voetgangersbrug (draaibrug)                            | Hoogersmilde                               |             |
| 18,5 | Geeuwenbrug                                 | verkeersbrug (ophaalbrug)                                        | Geeuwenbrug - Dwingeloo (Tolweg)           |             |
| 22,0 | Dieverbrug                                  | verkeersbrug (ophaalbrug)                                        | Steenwijk - Spier (Dwingelderdijk)         |             |
| 23,2 | Olden Dieverbrug                            | verkeersbrug (ophaalbrug)                                        | Dieverbrug                                 |             |
| 25,3 | Wittelterbrug                               | verkeersbrug (ophaalbrug)                                        | Wittelte - Dwingeloo (Wittelterweg)        |             |
| 29,1 | 1e Uffelterbrug                             | verkeersbrug (ophaalbrug)                                        | Uffelte (Dorpsstraat)                      |             |
| 30,2 | 2e Uffelterbrug                             | verkeersbrug (ophaalbrug)                                        | Uffelte (Anserweg)                         |             |
| 33,3 | Havelterbrug                                | verkeersbrug (ophaalbrug)                                        | Havelte - Koekange (Osseweidenweg)         |             |
| 34,5 | Boschkampbrug                               | fiets- en voetgangersbrug (draaibrug) verkeersbrug (basculebrug) | Assen - Meppel (Rijksweg)                  |             |
| 35,8 | Lokbrug                                     | verkeersbrug (draaibrug)                                         | Havelte (Lokweg)                           |             |
| 38,4 | Pijlebrug                                   | verkeersbrug (hefbrug)                                           | Assen - Meppel                             |             |
| 38,7 | Brug Haveltermade                           | verkeersbrug (liggerbrug)                                        | Meppel - Leeuwarden                        |             |
| 39,3 | Spoorbrug Meppel                            | spoorbrug (draaibrug)                                            | Arnhem - Leeuwarden                        |             |
| 43,4 | Viaduct Drentsche Hoofdvaart                | verkeersbrug (liggerbrug)                                        | Pesse - Baarlo (Provincialeweg)            |             |
| 44,2 | Galgenkampsbrug                             | verkeersbrug (ophaalbrug)                                        | Meppel (Steenwijkerstraatweg/Ceintuurbaan) |             |
| 45,0 | Kaapbruggen                                 | fiets- en voetgangersbrug (ophaalbrug)                           | Meppel                                     |             |